# 任俠 (導演)
任俠是香港電影導演。

## 生平
任俠大學於香港演藝學院電影電視藝術學士學位主修導演，曾擔任陳果電影的編劇及副導演。2017年，他完成首部短片《螻蟻》，於鮮浪潮短片節獲得公開組最佳導演獎。2018年，他籌備中的長片計畫《紙皮婆婆》於金馬創投會議中獲得百萬首獎。
2021年，他與林森共同執導完成首部劇情長片《少年》，故事講述一群少年於反送中運動期間試圖搶救揚言要自殺的抗議少女，電影拍攝歷經部分演員與資金臨時退出，多次重、補拍之後才完成；該電影於第58屆金馬獎入圍最佳新導演及最佳剪輯，並於台北金馬影展作世界首映。

## 電影作品

### 劇情長片
- 2021年：《少年》(與林森合導)

### 短片
- 2012年：《猴子》
- 2013年：《龜》
- 2017年：《螻蟻》
- 2021年：《9032024》
- 2021年：《一Pair囡》(與陳浩勤合導)
- 2022年：《夢遊》

## 獎項紀錄
| 年份   | 頒獎典禮     | 獎項             | 作品         | 結果 |
| ------ | ------------ | ---------------- | ------------ | ---- |
| 2017年 | 鮮浪潮短片節 | 公開組最佳導演獎 | 《螻蟻》     | 獲獎 |
| 2018年 | 金馬創投會議 | 百萬首獎         | 《紙皮婆婆》 | 獲獎 |
| 2021年 | 第58屆金馬獎 | 最佳新導演       | 《少年》     | 提名 |
| 2021年 | 第58屆金馬獎 | 最佳剪輯         | 《少年》     | 提名 |
| 2021年 | 2021金馬影展 | 奈派克獎         | 《少年》     | 獲獎 |

## 外部連結
- 任俠在互联网电影资料库（IMDb）上的資料（英文）

## 另見
- 任俠 (清朝)，字五陵，清朝會稽人，詩人。